# Panilla fasciata
Panilla fasciata là một loài bướm đêm trong họ Erebidae.